# Nicolae Bălcescu
Nicolae Bălcescu (29 de junio de 1819 - 29 de noviembre de 1852) fue un soldado, historiador y periodista rumano, líder de la Revolución de 1848 en Valaquia. 

## Primeros años
Nacido en Bucarest en una familia de la pequeña nobleza, Bălcescu usó el apellido que tenía su madre antes de casarse, en lugar del apellido del padre, Petrescu (su madre era originaria de Bălceşti, distrito de Vâlcea).
Como niño, Bălcescu estudió en el Colegio Santo Sava (desde 1832), y fue un estudiante apasionado de la historia. A los 19 años, enlistó en el Ejército de Valaquia, y, en 1840, tomó parte, junto con Eftimie Murgu y Cezar Bolliac, en la conspiración de Mitică Filipescu en contra del príncipe Alejandro II Ghica. El complot fue descubierto, y Bălcescu estuvo encarcelado en el monasterio de Mărgineni, donde permaneció durante dos años. Las duras condiciones del encarcelamiento dejaron huellas irreversibles en la salud de Bălcescu.
Cuando fue liberado (después de recibir el perdón del nuevo príncipe Gheorghe Bibescu), tomó parte en la formación de la sociedad secreta derivada de la francmasonería y llamada "Frăţia" ("La Fraternidad"), que dirigió junto con Ion Ghica y Christian Tell (y después Gheorghe Magheru), en oposición al nuevo Bibescu.

## Magazin istoricy otras obras tempranas
Para profundizar en sus estudios históricos, Bălcescu viajó a Francia y a la península itálica, y fue, junto con August Treboniu Laurian, el editor de la revista intitulada "Magazin istoric pentru Dacia", publicada primeramente en 1844; ese año fue también marcado por la publicación (en una revista distinta) de un ensayo histórico "Puterea armată şi arta militară de la întemeierea Prinţipatului Valahiei şi până acum" ("El poder y el arte militar desde la fundación del Principado de Valaquia y hasta ahora"), donde argumentó a favor de un ejército poderoso como garantía de la autodeterminación. 
Mientras estaba en París (1846), pasó a ser el líder del grupo de los nacionalistas románticos y de los liberales radicales "Societatea studenţilor români" ("La Sociedad de los Estudiantes Rumanos"), que reunía valacos y moldavos; incluía también a Ion Brătianu, Alexandru C. Golescu, Ion Ionescu de la Brad, C. A. Rosetti, y a Mihail Kogălniceanu.
"Magazin istoric" pasó a publicar la primera colección de fuentes internas concernientes a la historia de Valaquia y Moldavia - crónicas medievales que fueron después publicadas en un solo volumen. Una de sus contribuciones a la revista lo distinguen como liberal radical : "Despre starea socială a muncitorilor plugari în Principatele Române în deosebite timpuri" ("Sobre el estado social de los aradores en los Principados Rumanos en varios períodos"), donde argumenta a favor de una reforma agraria, con el propósito de deposedar a los boyardos de grandes extensiones de tierra, para repartirla después entre los campesinos; fue usada como referencia por Karl Marx en su análisis sucinto de los eventos, hecho que favorizó la reputación de Bălcescu en la Rumania comunista.

## Revolución en Valaquia
En 1848, después de participar en la revuelta de Francia, Bălcescu regresó a Bucarest para tomar parte en la revolución del 11 de junio. Fue, por solamente dos días, tanto ministro como secretario de Estado, en el gobierno provisional instaurado por los revolucionarios. Su defensa del sufragio universal y la reforma agraria no fue aceptada por muchos revolucionarios, y su grupo entró en conflicto con las figuras tradicionales de autoridad - el mitropolita ortodoxo, aunque líder del gobierno revolucionario, se opuso a las reformas y acabó conspirando en contra de la Revolución misma. 
Bălcescu fue detenido en el 13 de septiembre de ese mismo año, por las autoridades del Imperio otomano, que pusieron fin a la Revolución; su relación con los otomanos era complicada por el hecho de que la oposición de los radicales al Imperio ruso les hizo de confianza para la Puerta - los otomanos dejaron al final a todos los participantes en los eventos a refugiarse en Estambul, evitando de esta manera contacto con las tropas rusas mandadas a apoyar a la presencia otomana. Bălcescu partió inicialmente para Transilvania, pero fue expulsado por las autoridades habsbúrgicas, que lo consideraban una amenaza y un agitador del sentimiento rumano en la región.

## En Estambul y Transilvania
A principios de 1849, Bălcescu estuvo en Estambul cuando el ejército revolucionario húngaro liderado por Józef Bem organizó una ofensiva exitosa en contra de las fuerzas habsbúrgicas y sus aliados rumanos. El gobierno húngaro de Lajos Kossuth empezó después una guerra en contra de las guerrillas rumanas de Avram Iancu, y los antiguos miembros del gobierno valaco fueron contactados por los revolucionarios polacos en el exilio, como por ejemplo Henryk Dembiński, con el propósito de mediar la paz entre las dos partes (con la esperanza de fortificar la resistencia a Rusia, contando con el resentimiento valaco en contra del gobierno de San Petersburgo). 
Bălcescu viajó hasta Debrecen en mayo, encontrándose con Kossuth para registrar la oferta del último para Iancu. La historiografía inspirada por el marxismo celebró esto como a un acuerdo; de hecho, los papeles de Bălcescu muestran que el veía la propuesta de paz como poco satisfactoria para los rumanos, y que Avram Iancu la rechazó completamente (aunque estuvo de acuerdo con el armisticio temporario). La oferta final de Budapest a Bălcescu y Iancu pedía la retirada de los rumanos de Transilvania, ya que la región se estaba convirtiendo en campo de batalla entre Rusia y los húngaros. Cuando este último conflicto terminó, los rumanos de Transilvania, aunque nunca estuvieron a favor de la presencia rusa, entregaron sus armas a los habsbúrgos (la lealtad de Iancu a la dinastía fue causa de una disputa paralela entre él y los valacos). 

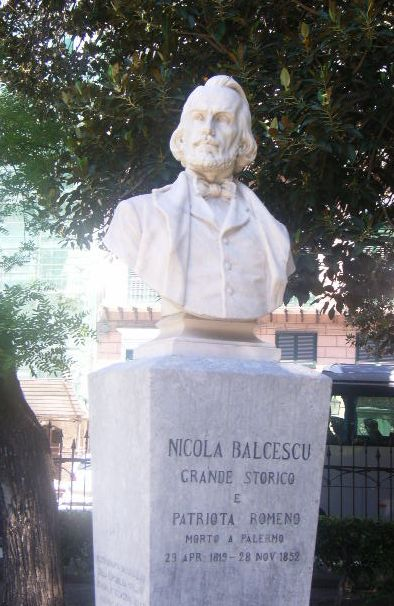
Busto de Bălcescu en Palermo.

## Años finales
La obra más importante de Bălcescu es "Românii supt Mihai-Voievod Viteazul" ("Los rumanos bajo Mihai Viteazul"), obra escrita en exilio, en 1849 - primeramente publicada por Alexandru Odobescu en 1860. El volumen trata de las campañas de Mihai Viteazul, como el primer momento de la unión entre Valaquia, Transilvania y Moldavia bajo un solo, aunque breve, reinado. La obra muestra el nacionalismo y radicalismo de Bălcescu, su visión oscilando entre la alabanza a los gestos de Mihai y el criticismo a su apoyo para la servitud y los privilegios. 
Sus años finales fueron caracterizados por una actividad publicistica intensa, incluyendo al estudio, escrito en francés, "Question economique des Principautes Danubiennes", así como la colaboración con Adam Mickiewicz en "La Tribune des Peuples". Enfermo de tuberculosis, pobre, moviéndose constantemente entre localidades de Francia y la península itálica, murió en Palermo (en el Reino de las Dos Sicilias), con solo 33 años.